# Système de retraite en Allemagne
Le système de retraite en Allemagne est le plus ancien des systèmes de retraite en Europe. Il repose sur trois piliers : le premier est une retraite légale obligatoire, par répartition. Les deux autres sont la retraite complémentaire d'entreprise et la prévoyance individuelle. Le système a connu en 2001 puis en 2005 des réformes qui ont visé principalement à favoriser la retraite par capitalisation pour compenser la baisse de la retraite de base. Une retraite minimum a dû être instaurée en 2020 pour limiter la paupérisation des personnes âgées.

## Contexte

### Historique

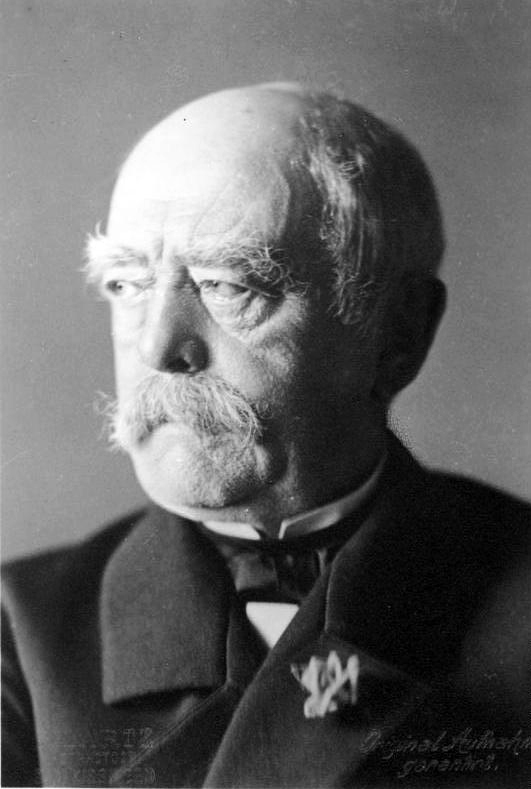
Otto von Bismarck

Le  système d’assurances sociales allemand fut initié par le chancelier Bismarck, dans un but de conservatisme défensif complétant les lois antisocialistes. Il comportait  une assurance maladie créée dès 1883, en 1886 une assurance accident, puis en 1889 l'assurance invalidité et retraite. Dans le système dit « bismarckien », les prestations sociales sont la contrepartie de cotisations.
La loi de 1889 aboutit à l'instauration d'un système de retraite cogéré par les employeurs et les employés où l’État ne jouait qu'un rôle financier.
L'âge limite était fixé à 70 ans, mais l’assurance pension allemande réunissant l’invalidité et la retraite, 90% des salariés prenaient leur retraite en invalidité avant cet âge.
D'abord organisé par capitalisation, le système en éprouva les limites lors des crises économiques et l'inflation suivant les guerres mondiales. Le financement par répartition fut adopté dans les années 1950.
L'âge minimal fut abaissé à 60 ans pour les femmes en 1957 et à 63 pour les hommes en 1972.
Après la réunification allemande, des mesures d'ajustement ont été prises dans les années 1990, augmentant le taux de cotisation et ramenant l'âge légal à 65 ans.

### Aspects démographiques
Le pays est caractérisé depuis des décennies par un taux de fécondité très bas et une dénatalité chronique ; pendant longtemps concilier carrière et maternité a été difficile pour les femmes allemandes. En Allemagne de l'Ouest en particulier, reprendre le travail avec un enfant en bas âge était compliqué faute de crèches et mal vu (qualifié de mère corbeau).

## Réformes des années 2000
À partir du milieu des années 2000, le gouvernement d'Angela Merkel a décidé d'augmenter les impôts sur la consommation et sur le capital, pour diminuer les cotisations sociales sur les salaires, qui restent cependant parmi les plus élevées au monde[réf. nécessaire].
Le contenu de la loi de janvier 2005 peut être divisé en trois parties :
- Les retraites sont uniformisées, pour mettre les fonctionnaires et les employés sur un pied d'égalité.
- Les cotisations retraite sont de moins en moins imposées et les revenus pendant la retraite le sont de plus en plus.
- Chaque produit d'épargne retraite ou placement s'est vu affecter une couche donnée. L'imposition fiscale est différente selon les couches, dans un but de redistribution fiscale des riches vers les moins riches. La fiscalité de la 3e couche reste cependant plus favorable que celle des placements effectuées hors retraite[8].

### Retraite de base
La cotisation pour l’assurance vieillesse s’élève à 19,5 % du salaire brut, jusqu'à une certaine limite et son montant est réparti à parts égales entre le salarié et l’employeur.
En janvier 2001, une nouvelle loi a réformé le système des retraites, avec une baisse du taux de remplacement de la retraite de base, qui passera de 70 % à 64 % du salaire moyen d'ici 2030 pour les salariés du privé
Parallèlement, le taux de cotisation à la retraite publique passera de 19 à 22 % d'ici à 2030.

### Complémentaires employeur
La réforme étant basée sur la garantie d'un montant des pensions relativement élevé, c'est pour en compenser les effets qu'une retraite par capitalisation, accessible seulement sur initiative de l'employeur, a été introduite.

### Rente Riester
La rente Riester est une incitation fiscale très avantageuse à compléter la retraite de base par des plans de retraite par capitalisation. Les salariés sont incités à y verser 1 % de leur salaire brut et jusqu'à 4 % en 2008, entraînant l'acceptation d'une baisse de leur revenu direct. En 2002, 3 millions de salariés sur les 35 millions d'ayants droit y avaient souscrit alors que le gouvernement en avait espéré trois fois plus. Malgré ces réticences, la part des retraites complémentaires par capitalisation correspondait déjà à 11 % du total des retraites.

## Effets des réformes Hartz
L'Agenda 2010 incluait une série de réformes visant à réduire le taux de chômage. Ces " Réformes Hartz " ont créé les Minijob, emplois à temps partiel plafonnés à 450 euros par mois et n'incluant presque aucune cotisation retraite.

## Instauration d'une retraite minimum
Ces réformes ont eu pour conséquence une baisse sensible du niveau des pensions versées par l’assurance légale et la paupérisation de certaines personnes âgées, en particulier les femmes; de plus en plus de retraités sont contraints de retravailler,. L'introduction d'une retraite de base pour les plus pauvres a été adoptée en février 2020.

## Sources